# アン・アバナシー
アン・アバナシー（Anne Abernathy 1953年4月12日- ）はアメリカ領ヴァージン諸島のリュージュ選手。グランマ・リュージュ（リュージュおばあちゃん）の愛称で親しまれた。
33歳で競技を始めた。1988年のカルガリーオリンピック、1992年のアルベールビルオリンピック、1994年のリレハンメルオリンピック、1998年の長野オリンピックに出場、2002年のソルトレークシティオリンピックではこれまで冬季オリンピック史上女子最年長出場選手であった、1936年ガルミッシュ・パルテンキルヘンオリンピックに出場したエドウィーナ・シャミエの記録を更新する48歳で出場した。
2006年のトリノオリンピックまで6大会連続でオリンピック出場を決めた。しかし競技前日の練習中に転倒し右手首を骨折して本番には出場できなかった。計量に参加できず、国際リュージュ連盟は棄権扱いとしたが、これに対してスポーツ仲裁裁判所に出走しなかった扱いにするよう訴えを起こした。